# Qorlortoq
Qorlortoq [ˈqɔˌɬːɔtːɔq] (nach alter Rechtschreibung K'ordlortoĸ) ist eine grönländische Schäfersiedlung im Distrikt Narsaq in der Kommune Kujalleq.

## Lage
Qorlortoq liegt etwa sechs Kilometer nördlich von Qassiarsuk am Delta des gleichnamigen Flusses am Fjord Tunulliarfik. Die nächste Schäfersiedlung im Süden ist Sammisoq in vier Kilometern Entfernung, während es im Norden Qinngua ist, das ebenfalls vier Kilometer entfernt liegt. Zudem befindet sich mit Qorlortup Itinnera eine weitere Schäfersiedlung zwei Kilometer westlich gelegen im gleichnamigen Tal.

## Geschichte
In Qorlortoq finden sich zahlreiche Ruinen der Grænlendingar, die sich einem großen Bauernhof und einer Kirche zuordnen lassen. Diese wurden bei zwei Ausgrabungen 1932 und 2001 entdeckt. Heute ist Qorlortoq eine der zahlreichen Schäfersiedlungen am Ende des Tunulliarfik. Eine Schotterpiste führt von Qorlortoq über die anderen Schäfersiedlungen nach Qassiarsuk und Narsarsuaq. Qorlortoq liegt im UNESCO-Weltkulturerbe Kujataa.

## Bevölkerungsentwicklung
Qorlortoq gehörte bis 1982 noch zu den größten Schäfersiedlungen Grönlands. Seither ist die Zahl der Ansässigen stark zurückgegangen und lag zeitweilig nur noch bei einem Bewohner. Einwohnerzahlen der Schäfersiedlungen sind letztmals für 2013 bekannt. Qorlortoq wird statistisch unter „Farmen bei Qassiarsuk“ geführt.